# Ɖ

Afrikaanse D

De Afrikaanse D (hoofdletter: Ɖ, onderkast: ɖ) is een Latijnse letter die gebruikt wordt voor de uitspraak van stemhebbende retroflexe plosief. De kleine letter wordt ook in het Internationaal Fonetisch Alfabet gebruikt om deze klank aan te geven. De hoofdletter van de Afrikaanse D wordt gevormd door een D met een schuine streep. Het is een letter in het herontworpen Afrikaanse alfabet. Het Afrikaanse alfabet werd in 1978 ontworpen als alfabet voor de vele Afrikaanse talen. De letter wordt gebruikt in het Fon, het Aya, het Ewe en het Bassa.
De hoofdletter heeft Unicode U+0189, de kleine letter U+0256.